# Jordan Robbins
Jordan Claire Robbins (Hamilton, Bermudas; 24 de enero de 1990) es una actriz bermudeña-canadiense. Jordan mayormente conocida por interpretar a Grace Hargreeves en la serie The Umbrella Academy en Netflix. 

## Carrera
Nació en la localidad de Hamilton, capital de las Bermudas, un territorio británico de ultramar ubicado en el océano Atlántico Norte. Comenzó a modelar y pronto comenzó a actuar mientras estaba en Canadá. Hizo su debut actoral como estrella invitada en la serie de televisión Man Seeking Woman, y posteriormente tuvo un papel recurrente en la serie 12 Monkeys ambas en 2015. Continuó apareciendo en varias series de televisión, incluida Supernatural. 
Tuvo su gran avance interpretando a Grace Hargreeves, un robot en la serie de Netflix The Umbrella Academy que le ha traído un reconocimiento generalizado.

## Filmografía

### Filme
| Año  | Título           | Papel        | Notas         |
| ---- | ---------------- | ------------ | ------------- |
| 2022 | Escape the Field | Sam          |               |
| 2018 | Anon             | Elaine Selak |               |
|      | The Money Movie  | Jackie       | Posproducción |

### Televisión
| Año           | Título                    | Papel         | Notas                                 |
| ------------- | ------------------------- | ------------- | ------------------------------------- |
| 2015          | Man Seeking Woman         | Julia         |                                       |
| 2015–2016     | 12 Monkeys                | Anita         |                                       |
| 2018          | Supernatural              | Jamie Plum    | Episodio: "Various & Sundry Villains" |
| 2019          | Christmas Under the Stars | Chelsea       |                                       |
| 2019          | iZombie                   | Velma Charlet | Episodio: "The Fresh Princess"        |
| 2019–presente | The Umbrella Academy      | Grace         |                                       |
| 2020          | Fashionably Yours         | Zoe           |                                       |

- Datos: Q62070240